# 斯米爾泰內

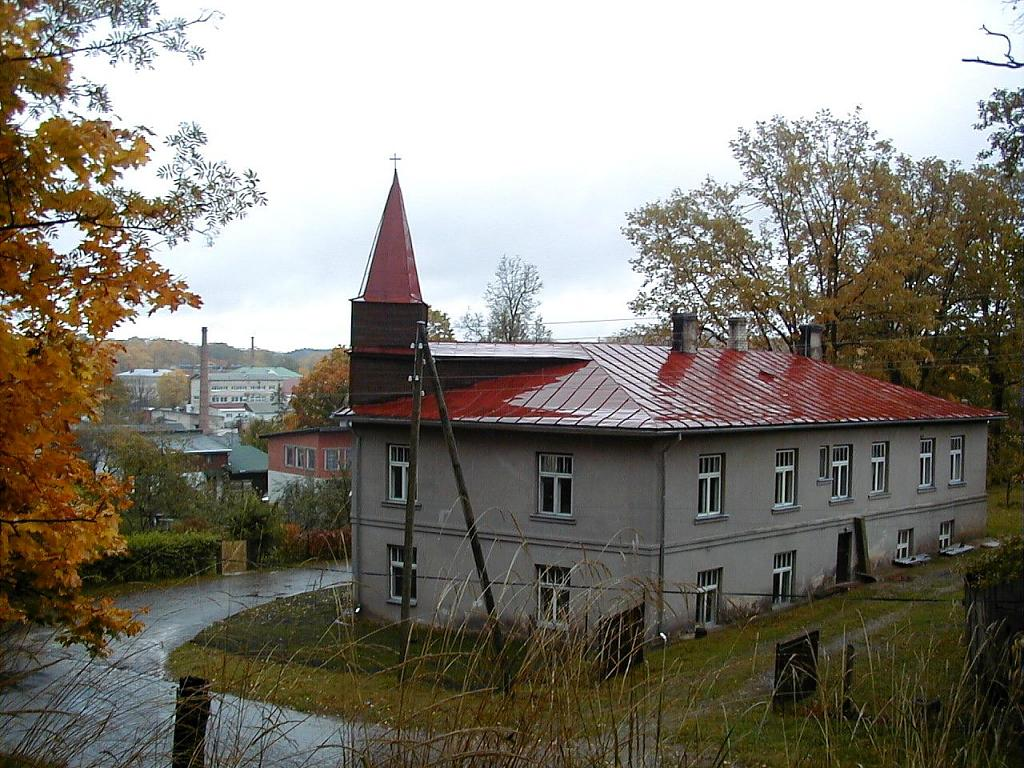
市内的教堂建筑

斯米爾泰內是拉脫維亞斯米爾泰內市鎮内的城鎮及其行政中心，位於該國東北部，距離首都里加150公里，毗鄰與愛沙尼亞接壤的邊境，面積7.8平方公里，海拔高度153米，主要經濟活動是木材工業，2010年人口5,763。